# Bigna Samuel
Bigna Alinda Samuel (* 11. September 1965) ist eine ehemalige vincentische Mittelstreckenläuferin.

## Laufbahn
Bei der Premiere der Weltmeisterschaften 1983 lief Samuel im 1500-Meter-Lauf eine Zeit von 4:51,35 min. Sie erzielte damit einen achten Platz im ersten Lauf, konnte aber nicht das Finale erreichen.
Im 3000-Meter-Lauf der Weltmeisterschaften 1991 konnte sie einen elften Platz im dritten Vorlauf bei einer Zeit von 10:04,96 min erzielen. Auch hier schied sie ohne Finalteilnahme aus. Gleiches gilt für den 1500-Meter-Lauf, bei dem ihr im zweiten Vorlauf eine Zeit von 4:29,42 min und damit ebenfalls Platz elf gelang.
Bei den Olympischen Sommerspielen 1992 vertrat sie ihr Land im 1500-Meter-Lauf. Im ersten Vorlauf erreichte sie mit einer Zeit von 4:33,41 min Platz 13 von 15 und konnte sich nicht für die Halbfinalrunde qualifizieren.
Auch im 1500-Meter-Lauf der Weltmeisterschaften 1995 konnte sie das Halbfinale nicht erreichen. Sie belegte den neunten Platz bei einer Zeit von 4:25,94 min.

## Bestzeiten
- 800 Meter: 2:11,93 min in San Angelo, Texas (USA), 10. April 1993
- 1500 Meter: 4:20,78 min in Walnut, Kalifornien (USA), 17. April 1994 (Mt. SAC Relays)
- 3000 Meter: 9:31,37 min in Walnut, Kalifornien (USA), 16. April 1994 (Mt. SAC Relays)